# Lillnäsberget - Tingö
Lillnäsberget - Tingö este o arie protejată (arie specială de conservare — SAC, sit de importanță comunitară — SCI) din Finlanda întinsă pe o suprafață de 308,53 ha, integral pe uscat.

## Localizare
Centrul sitului Lillnäsberget - Tingö este situat la coordonatele 60°11′01″N 20°03′39″E / 60.183611°N 20.060833°E.

## Înființare
Situl Lillnäsberget - Tingö a fost declarat sit de importanță comunitară în octombrie 1995 pentru a proteja un număr necunoscut de specii din flora spontană și fauna sălbatică aflate în arealul zonei. Situl a fost protejat și ca arie specială de conservare în decembrie 2015.

## Biodiversitate
Situată în ecoregiunea boreală, aria protejată conține 4 habitate naturale: Pajiști din zone de pădure fino-scandinave, Taiga vestică, Insulițe și insule mici din Baltica boreală, Păduri pe pante, grohotișuri și ravene de Tilio-Acerion.
La baza desemnării sitului se află un număr nedeclarat de specii protejate.
Pe lângă speciile protejate, pe teritoriul sitului au mai fost identificate 1 specie de plante, 7 specii de păsări.